# Новоопокино
Новоопокино — деревня в Гусь-Хрустальном районе Владимирской области России, входит в состав сельского поселения посёлок Красное Эхо.

## География
Деревня расположена в 18 км на юго-восток от центра поселения посёлка Красное Эхо и в 29 км на северо-восток от Гусь-Хрустального.

## История
В конце XIX — начале XX века деревня входила в состав Моругинской волости Судогодского уезда, с 1926 года — в составе Арсамакинской волости Гусевского уезда. В 1859 году в деревне числилось 13 дворов, в 1905 году — 37 дворов, в 1926 году — 67 дворов. 
С 1929 года деревня являлась центром Ново-Опокинского сельсовета Гусь-Хрустального района, с 1940 года — в составе Старо-Опокинского сельсовета, с 1969 года — в составе Семеновского сельсовета, с 2005 года — в составе Муниципального образования «Посёлок Красное Эхо».

## Население
| 1859 | 1905 | 1926 |
| ---- | ---- | ---- |
| 101  | 273  | 326  |

| 1859 | 1905 | 1926 | 2002 | 2010 | 2021 |
| ---- | ---- | ---- | ---- | ---- | ---- |
| 101  | ↗273 | ↗326 | ↘33  | →33  | →33  |